# ジェサ・ヴェレマルーア
ジェサ・ヴェレマルーア（Jasa Veremalua、1988年5月29日 - ）は、ラグビー・ヨーロッパ・スーパーカップ、テルアビブ・ヒートに所属するラグビー選手。

## プロフィール
- フィジー・ナドロガ出身。
- ポジションはフランカー(FL)、ウィング(WTB)、センター(CTB)。
- 身長 195cm、体重 98kg
- リオ五輪の7人制フィジー代表に選ばれ金メダルを獲得[1]。

## 略歴
レッドロックを経て、2019年、サンディエゴ・リージョンに加入。
2021年、テルアビブ・ヒートに加入。